# Dmitri von Fölkersahm

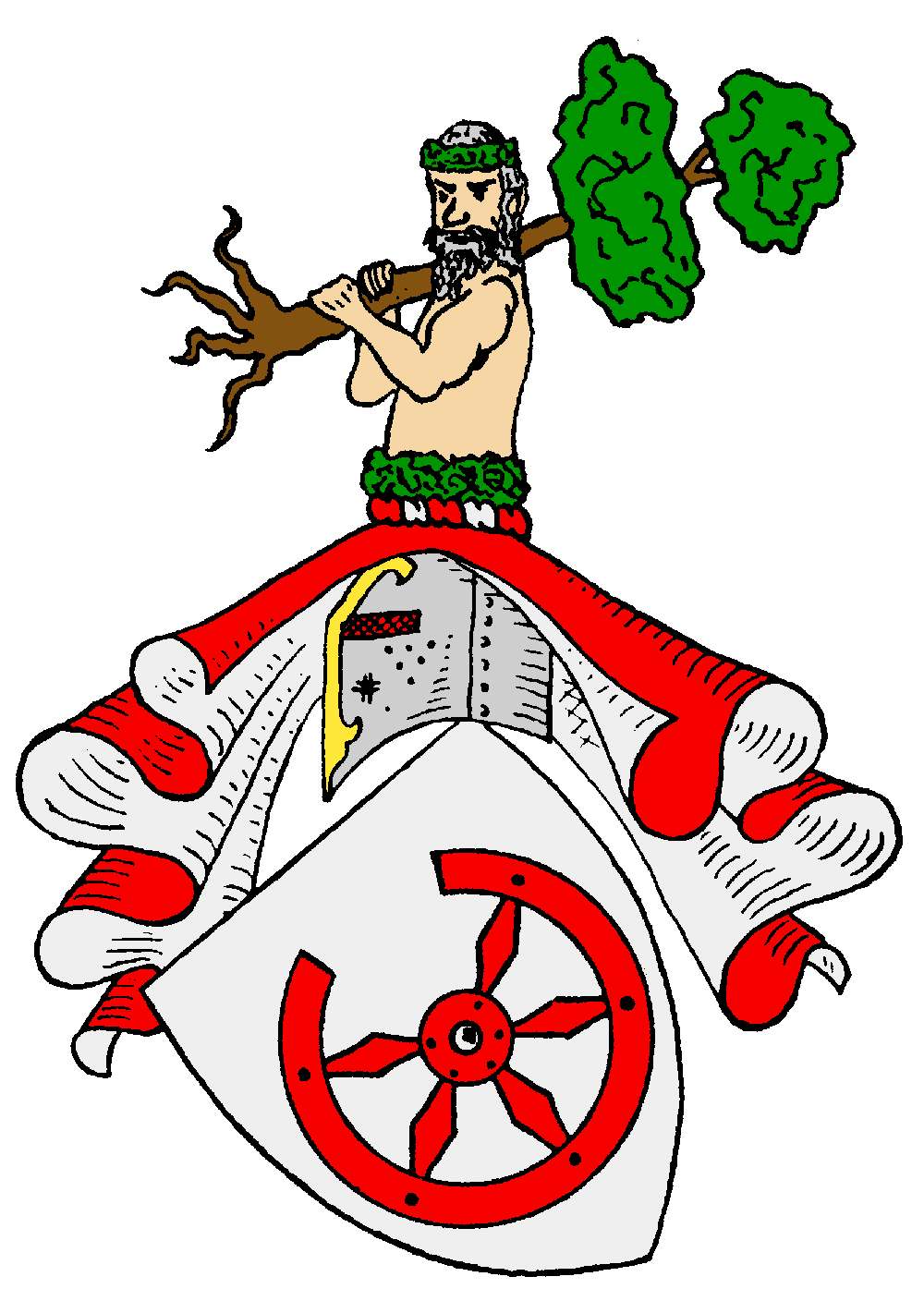
Escudo de armas

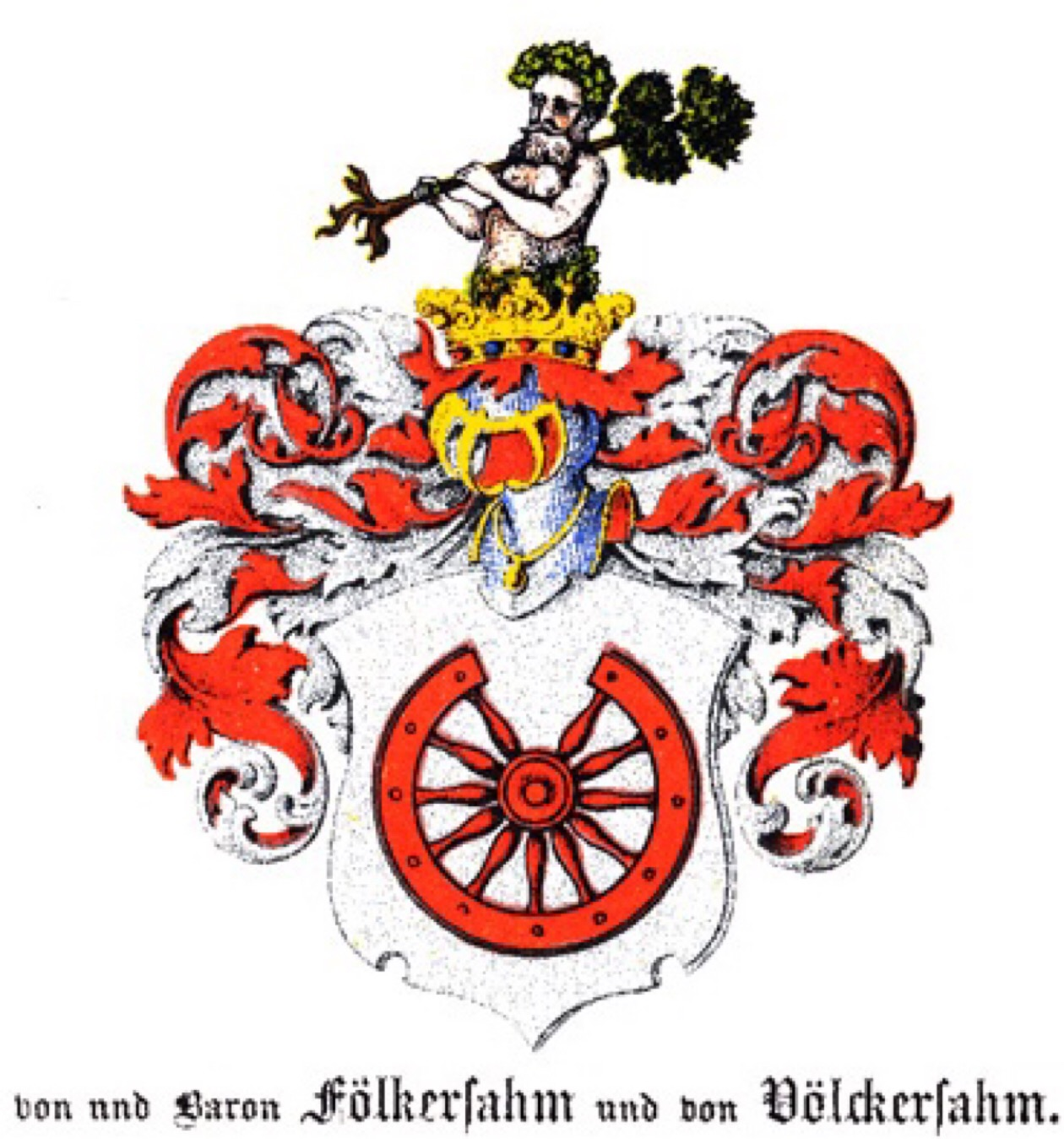
Escudo de armas de la familia baronial y sin título Fölkersahm, que pertenecía a los Uradels, en el libro de armería del Báltico de Carl Arvid von Klingspor en 1882.

El barón Dmitri Gustávovich Fiólkerzam (en ruso: Дмитрий Густавович Фёлькерзам; 29 de abril de 1846 – 24 de mayo de 1905), más conocido como Barón Dmitri Gustavovich von Fölkersahm, fue un almirante ruso de ascendencia alemana del Báltico que sirvió en la Armada Imperial Rusa.

## Biografía
Fölkersahm nació en la familia Fölkersahm y Völckersahm de origen bajo sajón, originarios de Springe del entonces Ducado de Sajonia. La familia formaba parte de los Uradels. Tenían una larga historia de servicio al Imperio Ruso. Su padre Gustav Johann Georg von Fölkersahm fue general del Ejército Imperial Ruso y su abuelo Jakob Joachim von Fölkersahm fue director general del Arsenal de Tula. Su familia era originalmente luterana, incluido su padre Gustav, pero debido al matrimonio de Gustav von Fölkersahm con una mujer ortodoxa rusa, sus hijos, incluido Dmitri, se criaron en la Iglesia ortodoxa.
Fölkersam ingresó en el Cuerpo de Cadetes Navales en 1860 y se graduó como el mejor de su clase en 1867. Ascendido a teniente en 1871, se desempeñó como oficial de artillería a bordo del blindado Pervenets en 1883. Se unió al Vladímir Monómaco desde septiembre de 1884 hasta septiembre de 1887. El 26 de febrero de 1885 fue ascendido a capitán de segundo rango. En 1891 fue nombrado comandante del clíper Dzhigit y ascendido a capitán de primer rango el 1 de enero de 1893. Fölkersam fue nombrado comandante del Imperator Nikolái I del 1 de enero de 1895 al 12 de octubre de 1899 en la Flota rusa del Pacífico. Fue ascendido a contraalmirante el 6 de diciembre de 1899. Desde febrero de 1900, Fölkersahm encabezó una comisión para mejorar el estado de la artillería naval y dos años más tarde se convirtió en comandante de la escuela de artillería naval de la Flota rusa del Báltico en San Petersburgo.
Durante la Guerra ruso-japonesa, Fölkersahm fue nombrado comandante de la 2.ª división de acorazados del 2.º Escuadrón del Pacífico, con el acorazado Oslyabya como buque insignia. El escuadrón partió del Mar Báltico el 15 de octubre de 1904 bajo el mando del almirante Zinovi Rozhéstvenski en un viaje alrededor del extremo sur de África (Cabo de Buena Esperanza), a través del Océano Índico y al norte hasta el estrecho de Tsushima en un intento de aliviar el bloqueo japonés de Port Arthur. Fölkersahm ya estaba gravemente enfermo de cáncer al comenzar la expedición. Rozhéstvenski estaba consciente de la condición de Fölkersahm, y cuando la flota llegó a Tánger, asignó a Fölkersahm a un comando independiente compuesto por cinco buques de guerra más antiguos y varios transportes, que transitaron por el Canal de Suez y se reunieron con la flota principal en Nosy Be en Madagascar. Sin embargo, Fölkersahm quedó incapacitado desde principios de abril de 1905. El 24 de mayo de 1905, poco antes de llegar al mar del Japón, murió. Rozhéstvenski, preocupado por el efecto de la muerte de Fölkersahm en la moral, ordenó que la noticia se mantuviera en secreto para la tripulación y el resto de la flota. El cuerpo de Fölkersahm fue colocado en la cámara frigorífica del barco y su bandera se mantuvo ondeando en el Oslyabya. Durante la Batalla de Tsushima, tres días después, Oslyabya fue el primer barco hundido por la Armada Imperial Japonesa, y el cuerpo de Fölkersahm se hundió con su barco.

## Premios y condecoraciones
- Medalla de plata de salvamento (10 de octubre de 1869)
- Medalla de oro de salvamento (8 de noviembre de 1874)
- Orden de San Estanislao, 2.ª clase (15 de mayo de 1883), anteriormente 3.ª clase (6 de agosto de 1873)
- Medalla de oro de salvamento con un arco (22 de septiembre de 1885) por salvar al marinero que se precipitó por la borda el 2 de abril de 1885 durante la incursión de Nagasaki.
- Orden del Sol Naciente, 3.ª clase (Japón, 9 de julio de 1891)
- Orden de San Vladimir, 3.ª clase (30 de octubre de 1895); anteriormente 4.ª clase (22 de septiembre de 1887)
- Orden de Santa Ana, 1.ª clase (6 de diciembre de 1904); anteriormente 2.ª clase (1 de enero de 1890) y 3.ª clase (1 de enero de 1881)
- Orden del Príncipe Danilo I, 2.ª clase (Montenegro, 1897)